# Andrei Gușă
Andrei-Cosmin Gușă (n. 30 iunie 1997) este un politician, jurnalist și om de afaceri român. Ales în decembrie 2024 deputat din partea Partidului S.O.S. România, el a trecut în iunie 2025 la Alianța pentru Unirea Românilor (AUR).

## Tinerețe și educație
Andrei-Cosmin Gușă s-a născut la 30 iunie 1997 în România, ca fiu al politicianului și patronului de presă Cozmin Gușă și Gabriela Gușă. El este absolvent al Facultății de Afaceri Internaționale din Rotterdam și al Master-ului în Marketing de la Facultatea de Economie din Viena.

## Carieră profesională
Din anul 2020 este proprietarul postului de radio Gold FM.

## Carieră politică
Legislatura I (2024–prezent)
În urma alegerilor parlamentare din 2024 pe 1 decembrie, Andrei Gușă a fost ales membru al Camerei Deputaților de județul Prahova pentru Partidul S.O.S. România (SOS), partid fondat în 2021 de Diana Șoșoacă. Preluând mandatul pe 21 decembrie, Gușă este în prezent secretar al Comisiei pentru tineret și sport precum și secretar al grupului parlamentar de prietenie cu Țările de Jos și membru al grupului de prietenie cu Austria.
Pe 3 iunie 2025, liderul Alianței pentru Unirea Românilor (AUR), George Simion, a anunțat că Andrei Gușă se va alătura grupului parlamentar AUR a doua zi, afirmând că Gușă „[...] este un expert în politică de tineret și sport, motiv pentru care va avea susținerea mea viitorul congres pentru o funcție de vicepreședinte al partidului”. Anunțul a venit concomitent cu alăturarea AUR a lui Dan Dungaciu și Silvia Uscov.

## Viața personală
Pe 7 ianuarie 2025, Andrei Gușă a cerut-o în căsătorie pe prietena sa, prezentatoarea radio Josie Baneș, după mai bine de patru ani de când sunt împreună.